# Règle de Gloger
La règle de Gloger est une règle empirique de répartition au sein des espèces animales homéothermes (à sang chaud) en fonction de leur pigmentation et de l'hygrométrie locale.
Le zoologiste Constantin Wilhelm Lambert Gloger (1803-1863) constata en 1833 que des oiseaux d'une même espèce tendaient à avoir une pigmentation plus sombre dans les zones humides que dans les zones plus sèches.
Une explication possible de ce phénomène a été donnée par Burtt & Ichida, 2004 : les environnements humides sont plus propices aux microbes et aux bactéries, en particulier celles qui dégradent les poils ou les plumes, comme le Bacillus licheniformis. Or, les poils et les plumes sombres sont plus résistants à ces attaques, donnant ainsi un avantage aux individus qui en sont pourvus.
En outre, les mammifères des régions équatoriales et tropicales ont tendance à avoir une couleur plus foncée que leurs homologues des latitudes plus élevées. Par exemple, les animaux au pelage pâle sont retrouvés dans les milieux arides, tels que les déserts, puisque le pelage réfléchit les rayons et par conséquent réduit l'apport thermique. Au contraire, le pelage blanc est retrouvé surtout en milieu arctique, car, en plus de servir de camouflage, le blanc a la particularité de disperser les rayons solaires directement vers la peau, ce qui permet au soleil de réchauffer plus efficacement l'animal. Donc, l’objectif de cette différence de coloration est la nécessité d'utiliser au mieux le rayonnement ultraviolet du soleil, nécessaire pour la production de certaines vitamines, notamment la vitamine D.
L’humidité d’un environnement ainsi que sa température ne sont pas les seuls facteurs affectant la couleur d’un pelage. En effet, la coloration des individus sert de camouflage, de communication, de thermorégulation et plus encore. Tous ces facteurs doivent être pris en considération lors de l’étude de la règle de Gloger puisqu’ils lient la coloration aux conditions environnementales dans lequel ces organismes vivent. La pigmentation est par contre surtout sélectionnée par deux facteurs : le camouflage et la thermorégulation. Ceux-ci sont les principales causes d’une sélection naturelle positive ou négative, car les organismes doivent pouvoir utiliser les rayons solaires à leur avantage sans pour autant s’exposer à la prédation. En effet, un individu ayant une coloration assez pâle dans un environnement chaud et sombre sera beaucoup plus attaqué par les prédateurs que les organismes ayant une coloration un peu plus foncée. La même règle s’applique aussi pour les prédateurs. En effet, plus leur coloration se fond à l’environnement, moins ils seront repérés par les proies. Ils auront ainsi un avantage sélectif puisqu’ils seront beaucoup mieux nourris que les autres individus de la même espèce. Il y a donc une coloration optimale pour chaque individu basé sur ces éléments. Cet optimum varie en fonction des conditions environnementales, qui sont certainement modifiées au fil d'une année. Pour s’adapter à ces changements, les organismes ont la capacité de varier leur pigmentation dépendamment des saisons ou de l’avantage que cette nouvelle couleur pourrait apporter. Par exemple, un mammifère ayant un pelage brunâtre peut changer totalement de coloration pour l’hiver, transformant ainsi son pelage d’été en pelage de couleur blanche pour la saison froide. Ceci est effectué par une inhibition de l’activité synthétique des cellules formant les pigments et procure un grand avantage sélectif.
Cette loi est validée pour la plupart des mammifères, tels les Artiodactyles, les Carnivores, les Lagomorphes et les Rodentia, etc. Elle s’applique aussi aux Aves et même à plusieurs plantes.
Ce principe est également démontré parmi les populations humaines (Ember et al., 2002). Les populations qui ont évolué dans des environnements plus ensoleillés tendent à avoir une peau plus pigmentée que les autres populations. Il y a cependant des exceptions, dont les Tibétains et les Inuits, qui ont une peau plus foncée que la latitude seule laisserait supposer. Dans le premier cas il s'agit probablement d'une adaptation au fort taux d'ultraviolets sur le plateau tibétain, tandis que dans le deuxième cas, la nécessité d'absorber le rayonnement ultraviolet est compensée par un régime naturellement riche en vitamine D.

## Exemples

### Aves: le Bruant chanteur
Des études ont récemment été effectué (2004) par Edward H. Burtt et Jann M. Ichida sur les Bruants chanteurs (Melospiza melodia), en anglais « Song Sparrow », afin de déterminer la raison de la coloration sombre du plumage dans les milieux humides. Ces études illustre la règle de Gloger puisqu’ils expliquent la raison d’une pigmentation sombre dans les milieux humides, un des éléments essentiels observé par Gloger en 1833, permettant ainsi d’établir sa loi. Pour ce faire, deux sous-espèces de Bruant chanteur provenant d’environnements différents ont été sélectionnés : le « Desert Song Sparrow » (Melospiza melodia fallax), retrouvé en Arizona, et le « Rusty Song Sparrow » (Melospiza melodia morphna), retrouvé dans un milieu humide de Washington. Les bactéries présentes sur les deux sous-espèces d’oiseau ont été prélevées pour déterminer leur efficacité. Il s’est avéré que les bactéries, tels que Bacillus licheniformis, présentes sur le bruant chanteur de Washington dégrade plus efficacement les plumes que celles présentes sur le bruant chanteur d’Arizona. Par conséquent, les oiseaux des milieux humides ont besoin d’une résistance accrue à ce genre de parasite pour empêcher une forte dégradation de leur plumage. Cette adaptation aux conditions environnementales est observable grâce à la couleur du plumage, en effet, celui-ci est devenu de plus en plus foncé en raison de la hausse de la concentration de mélanine, « une protéine granulaire distribuée dans toute la matrice de la kératine-β du cortex, la couche externe, du rachis et des barbes des plumes noirs et brunes ». En d’autres mots, il s’agit du pigment responsable de la couleur noir de la plume. C’est ce pigment qui augmente la résistance des plumes aux bactéries responsables de leur dégradation.
Avant de s’intéresser au comportement de la mélanine sur la bactérie Bacillus licheniformis, il est important de comprendre le processus lui permettant de dégrader les plumes. La bactérie hydrolyse la kératine-β, la matrice de la plume, en sécrétant une kératinase. Ainsi, des fragments d’oligopeptides de kératine-β, résultant de la dégradation, sont relâchés dans l’organisme. En effet, il a été observé que les plumes blanches ont une plus grande quantité d’oligopeptides dissoutes, car elles présentent un manque de mélanine. De ce fait, des études ont été effectuées permettant de comprendre l’effet de la mélanine sur la bactérie. Il a été observé que les plumes contenant de la mélanine sont plus épaisses et 39% plus dures que celles qui n’en contiennent pas. Ceci résulte de la présence de granules de mélanine dans la matrice de la plume, ce qui crée un cortex plus épais. Ces granules catalysent les liens entre les atomes de sulfures et les molécules de kératine-β présent dans la plume. Ceci augmente la surface du cortex et permet le rapprochement des atomes, ce qui empêche la kératinase d’hydrolyser efficacement la kératine-β. De plus, il est fortement probable que plusieurs mécanismes différents jouent un rôle sur la résistance provoquée par la mélanine. La mélanine pourrait aussi avoir un impact direct sur la bactérie en inhibant l’activité enzymatique de cette dernière réduisant ainsi la présence de la kératinase au sein de celle-ci. Ceci diminuerait les chances de dégradation de la plume. Cette explication reste cependant une hypothèse et doit encore être démontrée.
Aussi, dans les environnements humides, plusieurs dégradeurs de plumes peuvent agir ensemble, ce qui augmente leur efficacité. Cependant, ils s’exposent à une compétition entre eux et s’inhibe chimiquement. Malgré cette compétition, il existe une forte pression de sélection créée par les micro-organismes responsables de la dégradation des plumes en milieu humide. Cette pression résulte de l’augmentation de la concentration de mélanine dans le plumage chez les bruants chanteurs, le rendant ainsi plus sombre. L’évolution agit alors comme une défense de l’organisme contre la dégradation bactérienne de leurs plumes. Ceci produit une sélection naturelle avantageuse pour les organismes présentant cette adaptation. Par conséquent, les environnements humides contiennent une population croissante d’oiseaux au plumage foncé. Il existe aussi d’autres moyens pour l’oiseau de réduire la dégradation bactérienne, tel que s’exposer aux rayons UV ou à la chaleur. Elles sont cependant beaucoup moins efficaces.

### Rodentia: les souris

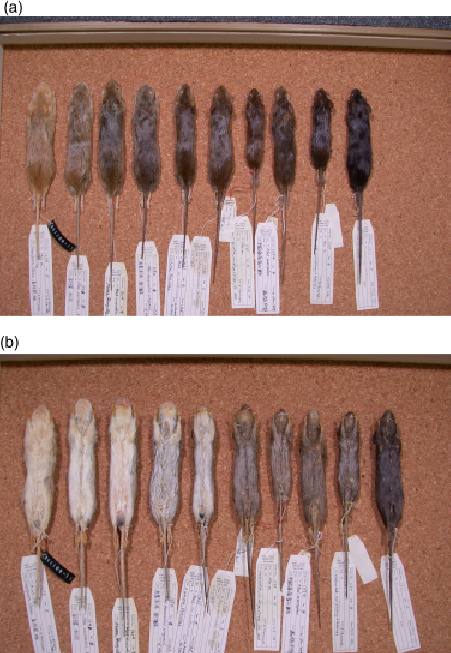
Figure 1. Ensemble de patrons de coloration retrouvé chez les souris selon différents milieux.

La règle de Gloger concerne aussi les souris. En effet, des recherches ont été effectuées sur des souris domestiques (Mus musculus) afin de lier la couleur de leur pelage à l’environnement dans lequel elles vivent. La coloration la plus importante pour étudier la loi de Gloger est la coloration du dos du rongeur puisque cette partie est en contact direct avec le soleil en plus d’être la première couleur vue par les prédateurs. C’est donc la coloration dorsale du pelage qui a la plus grande pression de sélection. De ce fait, une concordance a été constatée entre la teinte de la fourrure située sur le dos de l’animal et la fréquence des précipitations au sein de l’environnement. Les individus de couleur foncée se retrouvaient surtout dans les habitats humides et fermés, tandis que les individus à coloration pâle se situaient dans les habitats secs et ouverts. Cependant, comme mentionné plus haut, il y a plusieurs forces sélectives jouant un rôle dans la coloration d’un organisme, tels que la dissimulation, la résistance aux bactéries, la thermorégulation, etc. La couleur du pelage est ainsi directement liée à la valeur sélective (fitness) de l’individu, autrement dit, sa capacité de survie dans un environnement et son succès reproducteur. Ces forces de sélection ont été étudiées par Y. -C. Lai et H. –T. Yu afin de déterminer laquelle était la plus importante chez la souris domestique.

#### Thermorégulation
Il a été constaté que chez plusieurs animaux, les climats froids recoupent généralement des animaux plus foncés. La couleur sombre du pelage aide à maintenir la température du corps car les colorations sombres absorbent les rayons solaires plus efficacement. Or, pour les souris, l’impact de la thermorégulation est incertain, car le rapport négatif entre le pelage clair et la latitude, étant inversement proportionnelle à la température, n’est pas présente chez toutes les espèces étudiées. Une hypothèse soutenant que ces animaux ont la capacité d’employer d’autres tactiques pour réguler leur température corporelle a suivi cette constatation. La couleur du pelage est alors peu influencée par la température du milieu. Concernant les oiseaux, une étude a montré que plus ils étaient de grands migrateurs, moins ils avaient de mélanine dans les plumes : étant plus exposés aux ultra-violets en altitude, leur couleur plus claire renverrait les rayons lumineux et éviteraient l'échauffement. Les mêmes auteurs avaient précédemment montré que, en pays chaud, plus l'ombre est rare, plus la couleur du plumage est claire.

#### Camouflage
Le camouflage est le principe qui lie la couleur du sol d’un environnement et la coloration du pelage. Plus ces deux couleurs sont semblables (cryptisme), plus l’animal a de chances de survie, et vice versa. En effet, les prédateurs, terrestres ainsi qu'aériens s’attaquent prioritairement aux individus de couleur visible. Ainsi, cette force de sélection élimine majoritairement les organismes ayant une coloration qui s’éloigne de celle de son environnement. De plus, la teinte de fond de l’environnement est grandement influencée par la quantité et la fréquence des précipitations au sein du territoire. De fortes précipitations assombrissent la couleur du sol et augmentent la densité de végétaux, ce qui crée une couleur de fond plus sombre dans du milieu. Inversement, si les précipitations sont basses, il y a peu de végétaux et la couleur de l’environnement est plus pâle. Comme mentionné ultérieurement, la couleur du pelage chez les souris possède une forte corrélation avec la quantité de précipitation. Ceci a été observé du fait que les souris domestiques thaïlandaises (Mus musculus castaneus) situées dans un environnement aux précipitations abondantes, ont une coloration beaucoup plus sombre que les souris orientales (Mus musculus bactrianus), retrouvées dans les environnements clairs et arides. De plus, plusieurs autres sous-espèces de souris communes (Mus musculus) situées dans des environnements aux tons équilibrés, ont des pelages de couleur intermédiaire.

#### Résistance bactérienne
La résistance bactérienne occasionne un pelage plus sombre, car la mélanine cause une plus forte résistance à la dégradation du pelage de l’individu
Cette force de sélection était la plus présente chez le bruant chanteur. Or, si la résistance bactérienne constituait un facteur important de sélection chez la souris elle causerait un effet semblable sur la coloration ventrale et dorsale chez les rongeurs. Cependant, il a été constaté que la couleur dorsale et ventrale de l’individu diffère très souvent. La résistance bactérienne a donc peu d’influence sur la coloration chez Mus musculus.
La conclusion tirée par ces études est donc que le camouflage est la force sélective la plus importante chez les souris de maison puisque c’est cette force qui est en relation directe avec les précipitations. Or, le niveau de prédation ainsi que d’autres paramètres environnementaux, par exemple la qualité de l’habitat, demeurent inconnu dans les environnements étudiés. Ces facteurs amènes à des variations résiduelles de coloration chez ces rongeurs. D’autres éléments, tels que la dispersion des souris entre les habitats naturels et les demeures des humains ou le commensalisme peuvent contribuer aux variations entre les individus du même milieu. Ceci cause un polymorphisme de coloration qui est conservé dans ces populations qui engendre des exceptions à la règle de Gloger.

### Les plantes
Pour les plantes, la règle de Gloger s’applique à deux niveaux, soit la coloration de la plante et le pigment UV des espèces.

#### Coloration de la plante
Plusieurs facteurs influencent la couleur de la fleur. Par exemple, l’interaction plante-pollinisateur joue un rôle dans la coloration, car la plante doit être le plus attirante possible pour les pollinisateurs, ce qui lui assure un succès reproducteur supérieur. Cette relation engendre une grande diversité de couleurs qui changent selon les habitats puisque des pollinisateurs différents habitent le milieu. Autre exemple tiré de l’étude des plantes dans les environnements sableux propose une coloration plus pâle, tels que gris métallique ou blanc, de ces spécimens. Ceci est causé par une augmentation des trichomes blancs dans la plante. Ces trichomes provoquent une adhésion du sable sur celle-ci, ce qui procure de nombreux bénéfices. Le sable procure une rigidité qui permet à la plante de se défendre contre l’abrasion par le sable lors de grands vents. En plus de servir de repoussant face aux insectes herbivores, car la poussière leur est létal si elle est consommée, le sable procure un camouflage et permet d’exposer les insectes herbivores à la prédation puisqu’ils ne se fondent plus à la plante. La présence de sable sur la plante joue aussi un rôle de défense contre la consommation par les mammifères herbivores en imitant une infestation par les champignons. C’est donc pour tous ces bénéfices que les plantes vivant dans des milieux contenant beaucoup de sable ont évolué en augmentant la quantité de trichomes blanc, ce qui affecte leur coloration. Aussi, une coloration sombre dans un milieu froid, à une latitude plus élevée, permet à l’organisme d’obtenir une plus grande quantité de chaleur provenant du soleil, tout comme pour les animaux. Il y a certains agents sélectifs spécifiques à certaines régions qui peuvent causer des exceptions à cette règle.

#### Pigmentation UV
Il y a une variation du modèle d’absorption UV chez la plante causée par plusieurs facteurs abiotiques, soit la latitude, l’altitude, l’irradiance solaire UV-B, la température, le stress hydrique, etc. Ces facteurs agissent comme pression de sélection, puisque seules les fleurs les plus adaptées à ces conditions pourront survivre dans l’environnement. De tous les facteurs abiotiques mentionnés, le plus toxique pour la plante est l’irradiance des rayons UV-B puisqu’ils sont responsables de la détérioration de l’environnement dans lequel se situent les gamètes. Les autres facteurs sont toutefois liés à celui-ci. Par exemple, une hausse d’altitude engendre une plus forte exposition aux rayons solaires, et par conséquent aux rayons UV-B. Arista M. et al. (2003) ont aussi découvert une corrélation entre la latitude et la pigmentation UV d’une fleur. Contrairement aux autres exemples développés plus haut, cette relation n’est pas liée à la température ou aux précipitations, elle est liée au temps d’exposition solaire de la plante. Ainsi, plus la latitude augmente, moins il y a d’heures d’ensoleillement ce qui réduit son contact avec les rayons UV-B et donc influence la pigmentation UV des fleurs.

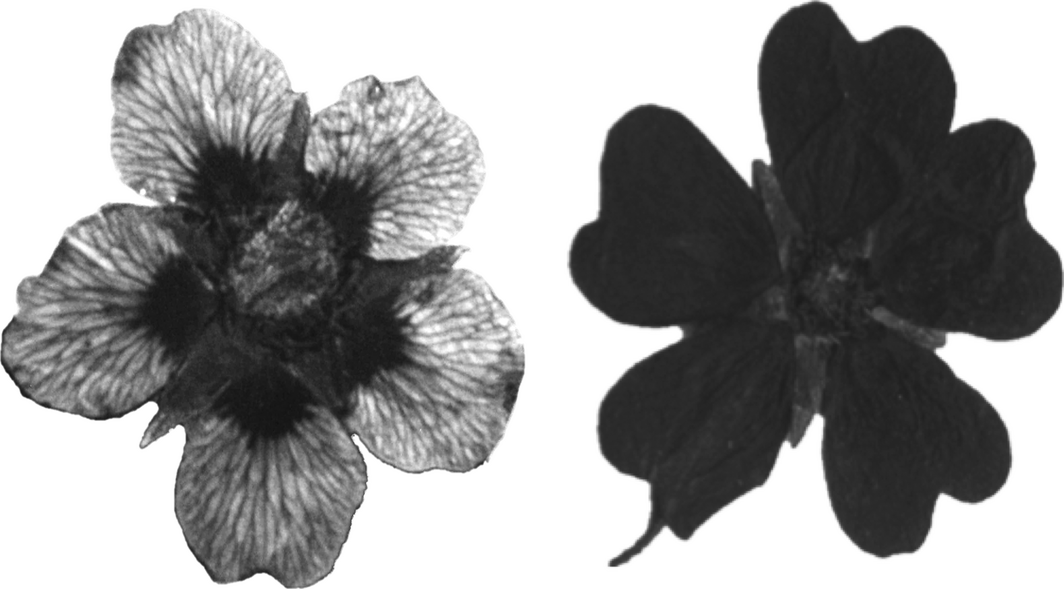
Figure 2. Photographie UV de deux espèces, celle de gauche, Potentilla eriocarpa, avec un phénotype floral « UV bullseye » et celle de droite, Potentilla evestita, avec un phénotype floral d’absorption unifor me d’UV. Ces deux espèces sont toutes deux uniformément jaunes pour le spectre visuel de l’humain.

Chez la plante, il y a deux types de pigmentation UV : l’absorption uniforme d’UV et l’absorption intermédiaire UV, appelé « UV bullseye ». Ces deux phénotypes peuvent produire exactement la même couleur dans le spectre du visible, or lorsqu’ils sont photographiés par Ultraviolet, la distinction des deux phénotypes est évidente. Pour « UV bullseye », l’absorption UV est presque seulement située au centre, tandis que pour le phénotype de l’absorption uniforme, les rayons UV sont absorbés sur l’ensemble de la plante. Les deux types sont des formes évolutives différentes causées par différents facteurs externes. Le phénotype « UV bullseye » procure une hausse du fitness, car il régule les interactions plantes-pollinisateurs, tandis que le phénotype d’absorption uniforme procure un avantage sélectif car il amène une protection contre les stress abiotiques.
En comparant les phénotypes différents avec leur aire de distribution, il est possible de constater que les plantes ayant une absorption uniforme d’UV se situent généralement dans les habitats avec une haute irradiance UV-B, souvent en haute altitude. Au contraire, les plantes au modèle « bullseye » se situent dans les habitats qui ont une irradiance solaire beaucoup plus faible, car elles ne sont pas adaptées pour supporter une grande quantité de rayons UV-B. Aussi, le phénotype UV bullseye » possède des patrons d’expression différents puisque l’aire d’absorption UV peut varier. Une expérience sur la Potentille ansérine (Argentina anserina) a permis de constater l’augmentation ou la diminution de ces aires d’absorption en raison de la pression sélective causée par l’irradiance UV-B. Ainsi, dans un environnement ayant une grande exposition solaire, l’aire d’absorption UV d’une fleur « bullseye » va avoir une plus grande superficie pour protéger le pollen des dommages pouvant être causés par les UV-B. À l’inverse, une petite superficie de l’aire d’absorption UV des fleurs vivant dans un environnement peu exposé aux rayons UV-B a été observée.
Finalement, la hausse de pigment UV chez la plante augmente le fitness de celle-ci dans un environnement froid, car une haute quantité de pigments UV réduit le stress thermique dû au froid en produisant des flavonoïdes. Donc, plus l’environnement est froid, plus il y aura de pigments UV chez la plante puisqu’ils procurent un avantage sélectif.